# ووتر گوس
ووتر گوس (انگلیسی: Wouter Goes؛ زادهٔ ۱۰ ژوئن ۲۰۰۴) بازیکن فوتبال اهل پادشاهی هلند است که در حال حاضر برای آزد آلکمار در پست مدافع بازی می‌کند.
وی همچنین در تیم‌های ملی فوتبال زیر ۱۵ سال، زیر ۱۶ سال، زیر ۱۹ سال و زیر ۲۱ سال هلند بازی کرده است.

## دوران باشگاهی
او از رده‌های پایه آزد آلکمار رشد کرد و در آن‌جا به یکی از رهبران تیم‌های پایه تبدیل شد. گوس در نوامبر ۲۰۲۰ نخستین قرارداد حرفه‌ای خود را با این باشگاه امضا کرد و در آن زمان به عنوان کاپیتان تیم زیر ۱۷ سال آزد منصوب شد.
در فصل ۲۲–۲۰۲۱، گوس از عناصر کلیدی تیم زیر ۱۹ سال بود که در لیگ جوانان اروپا بازی می‌کرد؛ این تیم از طریق مسیر قهرمانان و با حذف رقبایی چون آنژه و ویارئال به مرحله یک‌هشتم نهایی راه یافت.
او نخستین بازی حرفه‌ای خود را برای یونگ آزد در ۴ فوریهٔ ۲۰۲۲ انجام داد و در شکست ۲–۱ خارج از خانه مقابل یونگ آژاکس در اردیویسه در ترکیب اصلی حضور داشت.
گوس سپس نخستین بازی خود را در اردیویسه برای تیم اصلی آزد آلکمار در تاریخ ۴ فوریهٔ ۲۰۲۳ برابر فولهندام به عنوان بازیکن اصلی انجام داد. در ۲۵ فوریه، نخستین گل خود در اردیویسه را در پیروزی ۲–۱ برابر کامبور به ثمر رساند. او در فینال جام حذفی هلند نیز حضور داشت، جایی که آزد در ضربات پنالتی به گو اهد ایگلز باخت. این بازی در وقت قانونی با گل تساوی دقیقه ۹۸ گو اهد ایگلز ۱–۱ تمام شده بود.

## دوران ملی
بازیکن بین‌المللی جوانان هلند، گوس از ژانویه ۲۰۱۹ به طور منظم در رده‌های مختلف جوانان پادشاهی هلند بازی کرده است. در مارس ۲۰۲۴، او برای زیر ۲۱ سال در پیروزی ۳–۰ برابر مولداوی در چارچوب مقدماتی قهرمانی زیر ۲۱ سال اروپا بازی کرد. در فصل بعد نیز او بار دیگر برای تیم زیر ۲۱ سال در پیروزی ۲–۱ خارج از خانه برابر ایتالیا به میدان رفت.